# Die Troglodytin
Die Troglodytin (1887) ist eine Novelle von Ferdinand von Saar. 

## Inhalt
«Ja, es ist eine Zeit her, dass ich die Geschichte erlebt,» sagte der Forstmeister Pernett, indem er sich nachdenklich den angegrauten Bart strich, «und doch ergreift mich noch heute die Erinnerung daran ganz eigentümlich. Aber hören Sie:»
Zusammenfassung der Binnenerzählung:
Der junge Adjunkt eines Försters, Pernett, arbeitet bei einem Grafen in Mähren. Es fällt ihm besonders die herabgekommene Familie Kratochwil auf, die außerhalb des Dorfes in einer selbstgebauten Hütte wohnt. Aus diesem Grunde nennt man sie die «Troglodyten».
Maruschka, wie die ganze Familie ohne Beschäftigung, beginnt den jungen Adjunkten im Wald zu verfolgen und erweckt in ihm zwiespältige Gefühle: Einerseits fällt sie ihm lästig und fordert seinen Zorn heraus, andererseits wird er durch ihre Reize verwirrt. Um sie vom Walde abzuhalten, überredet er sie, als Tagelöhnerin zu arbeiten. Sie ist aber nur einige Tage auf dem Feld anzutreffen. Als kurz darauf Pernett Maruschka beim Bade in einem einsamen Weiher überrascht, gerät er in eine ernsthafte Krise. Es gelingt ihm aber, das Mädchen zu vergessen.
Eines Tages verrät ein Heger das sich inzwischen angesponnene Verhältnis zwischen Maruschka und dem Bürgermeistersohn an dessen Eltern. Darauf brennt sein Haus nieder. Dem Mädchen ist nichts nachzuweisen, es wird aber auf Betreiben des Bürgermeisters zu einjähriger Zwangsarbeit wegen Landstreicherei verurteilt. Der Bürgermeistersohn zieht in den Krieg von 1866 und kehrt nicht mehr zurück. Sobald Maruschka frei ist, zündet sie das Haus des Bürgermeisters an. Pernett überrascht sie, wie sie den Brand beobachtet. Völlig betrunken bekennt sie ihren Hass auf alle, die sie ins «Arbeitshaus» gebracht haben. Sie flieht in den Wald und bleibt unauffindbar, bis man nach einem halben Jahr ihre Leiche entdeckt.